# 루비급 잠수함
루비급 잠수함은 프랑스의 2,500톤급 1세대 공격형 핵잠수함이다. 1번함 루비는 1983년 2월 23일 취역했고, 모두 6척이 건조되었으며, 현재 모두 운용중이다. 루비급을 대체할 신형 공격형 잠수함으로 3,500톤급인 바라쿠다급 잠수함을 건조중이다. 엔진만 소형 경수로를 사용하며, 핵무장이 탑재되어 있지는 않다.

## 역사
루비급 잠수함(SSN)은 핵미사일이 없는 재래식 무장의 원자력 추진 잠수함으로, 트리용팡급 잠수함(SSBN)을 호위하는 임무, 수중으로 UDT를 침투시키고 귀관하는 임무, 정찰 임무 등을 수행한다.
루비급은 원자력 추진이지만, 한국의 도산안창호급 잠수함(SSB) 보다 작다.
바라쿠다급 잠수함(SSN)으로 교체될 계획이다.

## 함번
- S601 루비 (예전 이름은 Provence)
- S602 사피르 (예전 이름은 Bretagne)
- S603 Casabianca (예전 이름은 Bourgogne)
- S604 Émeraude
- S605 Améthyste
- S606 Perle
- S607 Turquoise (취소됨)
- S608 Diamant (취소됨)

## 수출
1987년 캐나다 국방 백서는 향후 20년 동안 루비급 잠수함 또는 트라팔가급 잠수함 10-12척을 기술이전을 통해 인수할 것을 권고했다. 이 계획은 3 대양에서 기동할 수 있는 해군을 구축하고, 특히 북극의 해역에 대한 캐나다 영토주권을 통합하는 것을 목표로 했다. 이 프로젝트는 1989년 4월 예산 투표에서 취소되었다.

## 제원
- 수상배수량: 2,400 t
- 수중배수량: 2,600 t
- 길이: 73.6 m
- 빔: 7.6 m
- 홀수: 6.4 m
- 엔진: K48 가압경수로 (48MW)
- 속도: 25 knots (46 km/h)
- 순항거리: 무제한
- 승무원: 장교 10명, 부사관(petty officer) 8명, 병사(warrant officer) 52명
- 무장:
  - 4 x 533mm 어뢰관. F17 mod2 어뢰 사용.
  - 엑조세 미사일 14발. 533mm 어뢰관을 통해 발사한다.
  - 기뢰

## 사고
- S601 Rubis : 1993년 8월 20일 유조선 Lyria와 충돌했다.[1]
- S604 Émeraude : 1994년 3월 30일. 방사능 유출. 10명 부상.

## 영화
2019년 개봉작 울프 콜에서 주인공 잠수함으로 등장한다.

## 사진

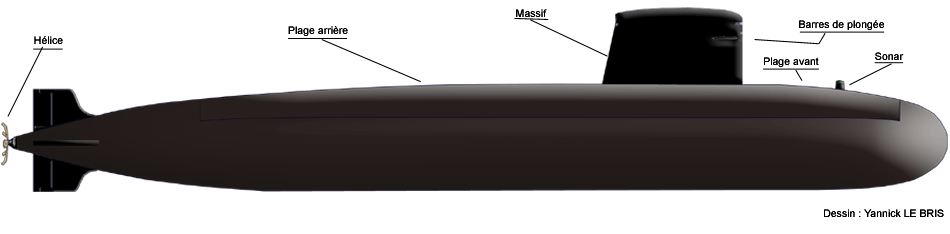
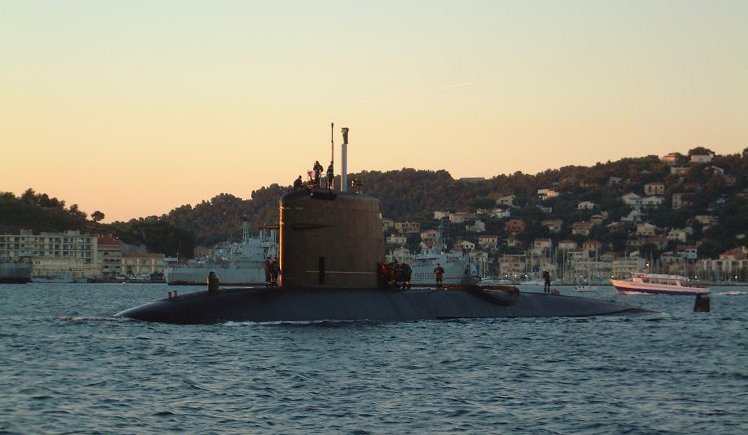
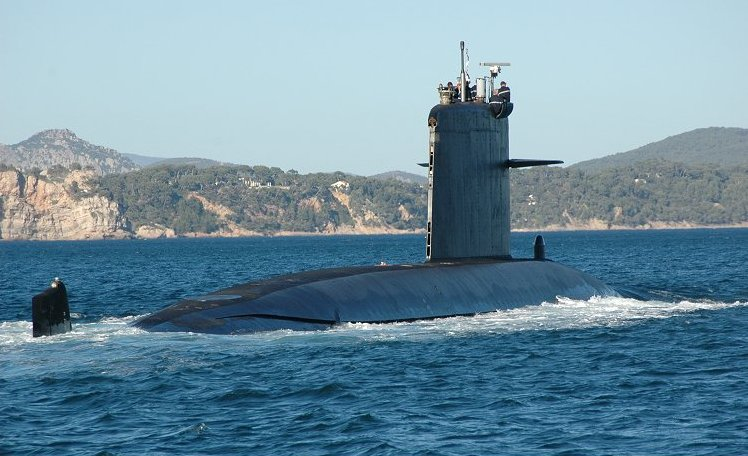

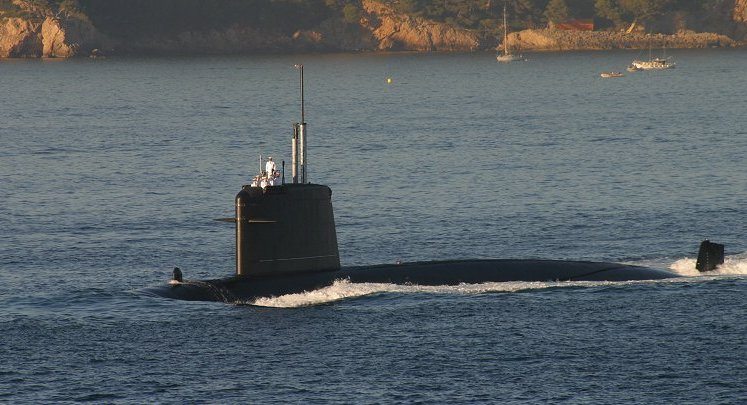
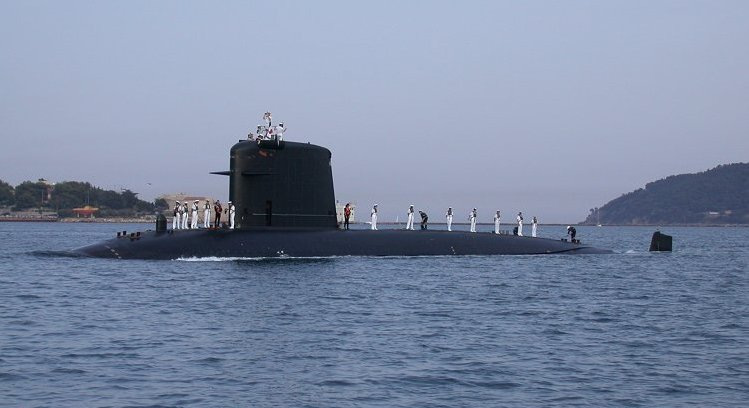
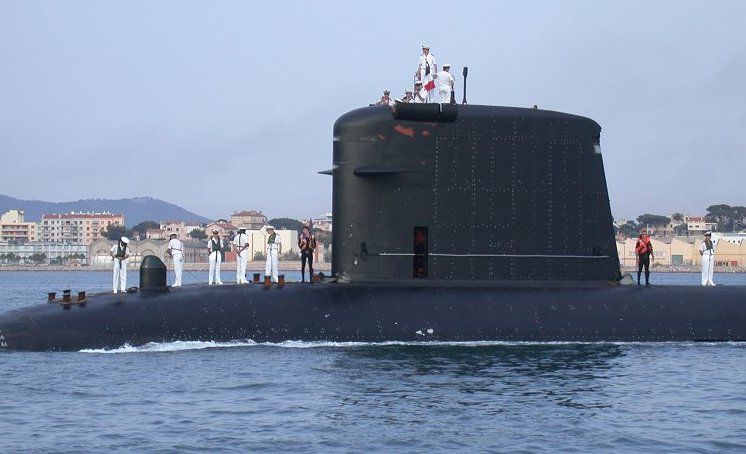

## 같이 보기
- SSN-571 노틸러스 - 세계 최초, 미국 최초의 원자력 추진 잠수함 노틸러스호. 배수량이 루비와 비슷하며, 루비와 같이 533mm 어뢰관만 있고 핵무장은 하지 않았다.
- 노벰버급 잠수함 - 소련 최초의 원자력 추진 잠수함. 배수량이 루비와 비슷하며, 루비와 같이 533mm 어뢰관만 있고 핵무장은 하지 않았다.
- 애스튜트급 잠수함 - 2010년 기준 영국의 최신형 공격원잠(SSN)
- 야센급 잠수함 - 2010년 기준 러시아의 최신형 공격원잠(SSN)
- 루비급 잠수함 - 2010년 기준 프랑스의 최신형 공격원잠(SSN)
- 샹급 잠수함 - 2010년 기준 중국의 최신형 공격원잠(SSN)
- 버지니아급 잠수함 - 2010년 기준 미국의 최신형 공격원잠(SSN)
- 트리용팡급 잠수함